# Mastitis
La mastitis és un terme mèdic que fa referència a la inflamació de la glàndula mamària de primats, la mamella en altres mamífers. La mastitis pot ser anomenada també abscés subareolar, èctasi ductal, inflamació periductal o malaltia de Zuska. Es denomina mastitis puerperal quan es dona en mares lactants i no-puerperal en la resta dels casos. La mastitis rarament passa en homes o animals mascles. Per la seva similitud amb els símptomes del càncer de mama, s'ha d'excloure un per al diagnòstic de l'altre.
La mastitis és una condició freqüent en medicina veterinària, prenent, en aquest camp, una definició similar. Generalment afecta el bestiar boví, causat per un bacteri, endurint els mugrons de l'animal, igual que la mamella, tallant el subministrament de llet i en el seu lloc segregant un líquid groguenc i olorós que la majoria de les vegades s'acompanya de residus de sang. És capaç de provocar la mort en casos molt severs.
Els microorganismes més sovint associats a una mastitis són els estreptococs del grup B, el Staphylococcus aureus i espècies no tuberculoses del gènere  mycobacterium en humans i el arcanobacterium pyogenes, que produeix una mastitis bovina transmesa per mosques.

## Epidemiologia
La mastitis sorgeix entre 1 i 3% de les dones que alleten els seus fills.

## Classificació
La mastitis pot ser categoritzada en quadres sèptics o infecciosos per bacteris, virus o fongs i casos asèptics o inflamatoris. Depenent en el moment en què ocorre la mastitis, poden ser classificades en mastitis puerperal, usualment pocs dies o setmanes després del part, o en mastitis no puerperal, en aquest cas, ocorre sense estar associat a la lactància. Com tota malaltia, pot haver pacients amb episodis aguts, així com amb quadres crònics.

### Terminologia
Depenent de l'aparença, els símptomes, les assumpcions etiològics i les troballes història-patològics, s'usen una varietat de termes per descriure a la mastitis i els seus aspectes relacionats:
- Galactopoiesis:  la producció contínua de llet materna durant la lactància.[3]
- Malaltia secretora:  la secreció anormal del sistema de conductes lactífers, en general és el factor més comú en la instal·lació d'una galactoforitis. Les secrecions poden tenir l'aparença de llet o d'un fluid luminal apocrino i sovint produeixen micro-calcificacions en el pit.[4]
- Síndrome de retenció (o mastitis de retenció):  l'acumulació de secrecions en els productes, majorment amb inflamació intraductal.
- Galactostasi:  una acumulació similar a la síndrome de retenció en la qual se sap que la secreció és llet materna.[5]
- Galactoforitis:  inflamació del sistema de conductes de la glàndula mamària, en general com a resultat d'una malaltia secretora o una síndrome de retenció.
- Mastitis de cèl·lules plasmàtiques:  és la menys freqüent d'infiltració intraductal i de teixit del voltant per cèl·lules plasmàtiques, i amb freqüència s'abscessen i es fistulitzen.[6]
- Èctasi ductal:  l'eixamplament literal dels conductes lactífers, una troballa comuna en els exàmens de mama en transcórrer l'edat de la pacient.[7] Encara que es poden percebre en casos de dolor de mama cíclics, va més sovint correlacionat amb mal de mama no cíclic. Certes investigacions recents qüestionen la correlació entre una èctasi ductal i la mastitis.
- Síndrome d'èctasi ductal:  en la literatura més antiga, aquest terme es feia servir com un sinònim de mastitis no-puerperal amb abscessos de mama recurrents, flux del mugró i possiblement associat també a condicions fibroquística. Estudis recents demostren que l'èctasi ductal es relaciona molt remotament amb els símptomes de la mastitis (inflamació, abscessos, etc.). L'ús d'èctasi ductal i de la síndrome d'èctasi ductal és inconsistent en la literatura.
- Metaplàsia escatosa de productes lactífers: són cèl·lules cuboidals de la capa epitelial dels conductes galactòfors que s'han transformat en cèl·lules epitelials escatoses no queratinitzades (metaplàsia).[8] Present en molts casos d'abscessos subareolars.
- Abscés subareolar: abscés per sota o en proximitat amb l'arèola, majorment com a resultat de galactoforitis.
- Abscés retroareolar: abscessos més profunds (més propers a la caixa toràcica) que els abscessos subareolars i que el sistema de conductes galactòfors.
- Inflamació periductal (o mastitis periductal):  inflamació de teixit infiltrat que envolta els galactòfors, gairebé sinònim amb un abscés subareolar, i pot ser que sigui usat per descriure a la mastitis de cèl·lules plasmàtiques.
- Fístula: canals fins que drenen la cavitat d'un abscés.
- Malaltia de Zuska: un abscés periareolar associat amb metaplàsia escatosa dels galactòfors, relacionat per alguns autors amb certs fluxos del mugró.

## Mastitis puerperal

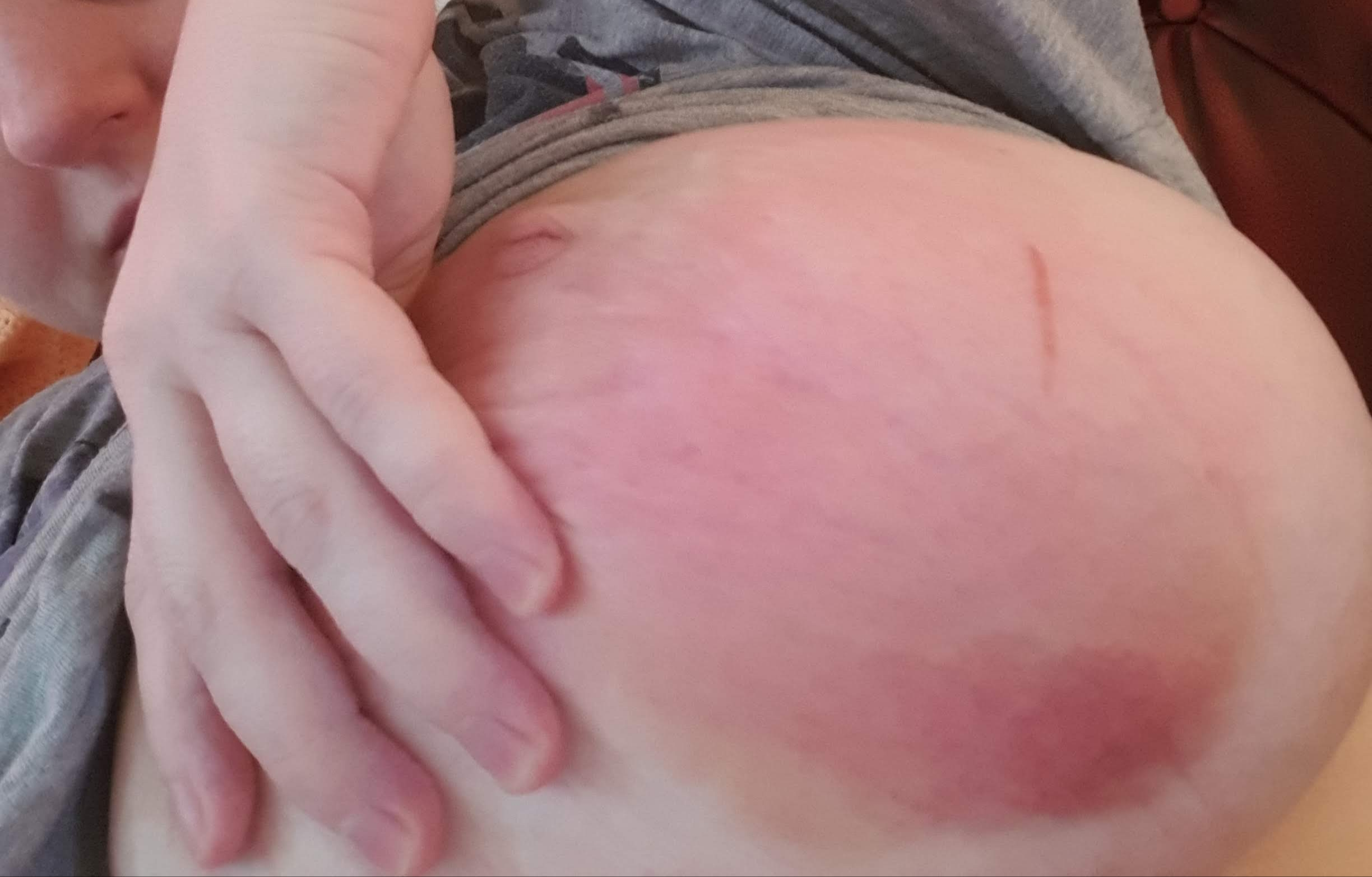
Mastitis puerperal

És causada pel bloqueig dels conductes lactis-anomenats conductes galactòfors durant l'alletament. El quadre infecciós, que sol aparèixer a les dues a tres setmanes després del part, es caracteritza per manifestacions que van des de la cel·lulitis fins a la formació d'abscés. Pot causar àrees doloroses en el si o l'arèola i, en els casos més greus, solen sorgir signes de tipus general, com febre i calfreds i altres símptomes gripals. La mastitis pot ser distingida per simples bloquejos dels conductes per la intensitat del dolor, calor que emana de l'àrea afectada, enrogiment i febre, les quals no estan presents en els bloquejos ductals. En alguns casos, la febre pot arribar a ser de tal severitat que requereixi la intervenció d'antibiòtics, en general penicil·lina sobre cefalosporines. Prop d'un 10% dels casos es desenvoluparan abscessos que requeriran ser drenats quirúrgicament.

### Tractament
Els massatges i l'aplicació de calor humida sobre el pit abans de l'alletament pot contribuir a obrir els conductes de la glàndula mamària. Les compreses fredes poden ser usades per alleujar el dolor mentre no s'estigui alletant, encara que allò més apropiat és reduir la quantitat de llet en el si, pel que és recomanable que el nadó mami o utilitzar extractors per la mare mateixa, si s'està prenent antibiòtics no s'ha de deixar d'alletar del pit afectat. Hi va haver informes que mostraven que el contingut de llet estava alterat, de vegades aquesta alteració es traduïa en un gust una mica més salat, i pot ser que aquest nou sabor de la llet faci que el nadó pugui al principi rebutjar la lactància d'aquest pit.
La presència d'esquerdes i ferides en els mugrons augmenten la probabilitat d'una infecció. L'ús de roba i vestimentes ajustades, o sostenidors de la mida incorrecta poden causar problemes en comprimir els pits. L'organisme infectant més comú és el bacteri staphylococcus aureus , i la ruta més probable d'atracció de l'organisme als pits materns és el nas i els dits del bebè. De manera que netejar els mocs, especialment líquids, pot ajudar a prevenir una recurrència. En els casos més severs pot ser necessària la interrupció de la lactància i l'ús de medicaments que suprimeixin la producció de llet materna.

### Prevenció
Un estudi conclou que la millora i control de l'estrès i la fatiga té importància en la prevenció de la mastitis.

## Mastitis no-puerperal
El terme mastitis no-puerperal fa referència a tota lesió inflamatòria del si amb l'excepció del càncer de mama i condicions relacionades amb la pell, com la dermatitis o fol·liculitis. La majoria de les pacients amb mastitis són dones en edats reproductives, encara que no és infreqüent veure la condició en dones majors de 60 anys. La mastitis rarament ocorre en nounats (mastitis neonatorum) o en nenes abans de la pubertat. En l'edat adolescent o just abans s'observa l'aparició de la malaltia, tant en homes com en dones, amb símptomes molt lleus que tendeixen a resoldre sense intervenció mèdica.

### Símptomes
La mastitis no-puerperal, és a dir, quan no hi ha hagut un embaràs recent o que no ocorre durant la lactància materna, tendeix a ser localitzada a una part específica del si, sovint prop del mugró i l'arèola i amb freqüència en el costat superior i intern (en direcció a la línia mitjana del cos) del si. Molt rarament es veu afectat el si en la seva totalitat, en general només una de les mames està afectada. Alguns indicadors de la inflamació en curs, inclouen:
- Enrogiment de l'àrea afectada.
- Dolor localitzat.
- Massa(s) difuses i palpables de variable grandària.
- Zones de calor detectable en comparació amb la pell que envolta l'àrea.
- La intensitat de la inflamació pot repetidament augmentar i disminuir.
- Abscés(s).

Els símptomes gripals no són freqüents en pacients que no estan lactant. Algunes formes de mastitis poden presentar un abscés subareolar, en els casosen què es pot, ocasionalment, veure retracció de l'arèola i altres símptomes en la pell circumdant.

### Etiologia i patogènia
Els casos clínicament significatius es presenten amb inflamacions en els productes galactòfors i el sistema lobulillar de la glàndula mamària (anomenat galactoforitis), i en alguns casos amb inflamació en els teixits del voltant de la glàndula.
L'estasi o estancament secretora és la causa de les mastitis no-puerperals en un 80% dels casos. Les secrecions retingudes d'aquesta manera poden resultar infectades o causar inflamació per mecanismes de dany a la composició del túbul glandular, o per fugida de líquid d'aquests conductes. Les reaccions autoimmunes a aquestes secrecions poden tenir un factor causal en certs casos.
Prop d'un 25% dels pacients tenen hiperprolactinèmia. També s'ha demostrat una co-incidència significativa entre les entitats fibroquística i anomalies de la tiroide. Fins a un 50% dels pacients tenen una hiperprolactinèmia transitòria, possiblement causada per inflamació o pel tractament d'ella, mostrant reserves elevades de prolactina.
La prolactina, el IGF-1 i el TSH, són factors sistèmics importants en la galactopoesi i, encara que el seu significat en la malaltia secretora no s'ha documentat encara, s'ha trobat que el mecanisme tant de la galactopoesi i la malaltia secretora tenen una relació propera .
La permeabilitat de l'epiteli dels conductes i dels alvèols és controlada, principalment, per unions finament regulades, i pot ser que hi hagin errors en aquesta regulació que s'associïn amb la galactopoesi i possiblement amb la malaltia secretora. Aquestes unions intercel·lulars tenen els seus mecanismes de control en la perifèria sistèmica-prolactina, progesterona, glucocorticoides, així com locals, gradients de pressió, TGF-beta, balanç osmòtic.
El fet de fumar cigarretes, sembla un factor important en l'etiologia de la metaplàsia escamosa dels productes galactòfors, doncs prop del 90% de les pacients són fumadores. Les pacients que fumen en el present tenen el pitjor pronòstic i el major índex de recurrència d'abscés.
Altres trastorns, com l'acromegàlia pot presentar símptomes similars a la mastitis no-puerperal. La diabetis i altres condicions que suprimeixen el sistema immunitari poden ocasionar infeccions del si i mastitis. Aquestes condicions amb freqüència es presenten amb inflamació d'altres teixits perifèrics i infeccions poc comunes.
El pírcing dels mugrons presenta un risc relacionat amb les infeccions bacterianes a conseqüència de la lesió i l'estímul hormonal del procediment.
La literatura discuteix altres mecanismes pels quals es poden presentar aquests casos de retenció secretora o una predisposició a ells, entre els quals hi ha:
- Complicació d'una parotiditis.[2]
- Malaltia secretora o galactorrea.
- Canvis en la permeabilitat dels productes galactòfors (síndrome de retenció).
- Bloqueig dels conductes galactòfors, per exemple per metaplàsia escatosa.
- Trauma, lesions.
- Irritació mecànica causada per la síndrome de retenció o per una condició fibroquística.
- Infecció.
- Reacció autoimmunitària al fluid luminal.

### Tractament
El tractament és important i es basa en la causa, el diagnòstic i qualsevol altre trastorn que l'acompanyi. Els medicaments que inhibeixen la prolactina han demostrat ser efectius incloent en la reducció del risc de recurrències. S'usen antibiòtics addicionals als inhibidors de la prolactina quan la presència d'una infecció és clara. La mastitis granulomatosa tendeix a incloure una combinació d'inhibidors de la prolactina i esteroides.
Altres tractaments poc usuals per a casos més complexos inclouen l'ús local i sistèmic de progestina sobre progesterona, antidiürètics, extracte de  ivtex agnus castus  i danazol.
Els antiinflamatoris no esteroidals (AINEs) són usats per alleujar els símptomes de la inflamació, però, s'ha de considerar que, aquests medicaments afecten la funció pituïtària i tendeixen a incrementar la concentració sanguínia de prolactina i IGF-1.
S'han posat a prova variants de procediments quirúrgics per tal de reduir el risc d'abscessos sub-areolares recurrents. Per ara, els resultats reeixits són limitats i sembla preferible mantenir el tractament tradicional, en la mesura que sigui possible.
Aproximadament un 30% dels casos desenvolupen mastitis cròniques o recurrents requerint tractament a llarg termini i en alguns casos de per vida, per inhibir la prolactina.

## Tractament quirúrgic
Les masses doloroses que apareixen darrere del complex mugró-arèola són aspirats amb una xeringa i el fluid extret és enviat a citologia i a un cultiu per a la detecció de microorganismes patògens. Mentre s'esperen els resultats, se sol començar la teràpia antimicrobiana amb metronidazole i dicloxacil·lina. Els antibiòtics poden ser rotats una vegada que arribin els resultats microbiològics basats en les proves de sensitivitat. Molts casos responen favorablement, mentre que altres amb abundant pus requereixen tractament quirúrgic. En dones en edats reproductives, es prefereix el drenatge simple, però en casos d'infeccions anaeròbiques, la recurrència sol ser freqüent. En aquests casos és probable que s'hagi de fer una resecció ductal o de la fístula.

## Càncer de mama i la mastitis
El risc de per vida de càncer de mama es redueix considerablement en dones que han estat embarassades i que hagin lactat. Els episodis de mastitis no semblen influenciar el risc de càncer de mama. No obstant això, la mastitis pot ocasionar dificultats en el diagnòstic del càncer de mama i, per tant, en el retard del diagnòstic i tractament, el que pot desembocar en un mal pronòstic.
El càncer de mama i la mastitis poden aparèixer junts o aparèixer un després de l'altre. Qualsevol símptoma sospitós que no desaparegui per complet en 5 setmanes ha de ser investigat per un professional de la salut.
Un dels tipus de càncer dels pits que resulta en una violenta agressió i que l'acompanya la major mortalitat, es denomina càncer inflamatori del si i presenta símptomes i signes molt similars a la mastitis, pel que ràpid diagnòstic es pot veure retardat en ser confós amb una mastitis.